# Saint Marc (lessive)
Pour les articles homonymes, voir Saint-Marc.
St Marc anciennement Lessive Saint Marc est une marque de lessive du groupe Reckitt Benckiser.
Sa formule, un savon-résine fabriqué à partir de dérivés du terpène, a été créée en 1902 à Bordeaux par Raoul de Saint-Marc.

## Histoire

### 1877: fondation de La Blanchisserie à vapeur de la Gironde
En 1877, un groupe d'exploitants forestiers du massif landais fonde la Blanchisserie à vapeur de la Gironde. Les pins servent de combustible aux machines à vapeur. L'entreprise devient la première de toute la région Sud-Ouest, elle produit encore un savon « à l'ancienne » qui est utilisé pour le lavage.

### 1902: invention de la Cendres de Lessive St Marc
En 1902, Raoul St Marc, directeur technique de la Blanchisserie, développe une poudre pour remplacer le savon. Très innovant pour l'époque où le savon dont la formule date de l'antiquité  est le seul à être utilisé. Mr St Marc donne alors son nom à cette poudre avec Cendres de Lessive St Marc.